# Psychedryna ’97
Psychedryna ’97 – drugi album studyjny zespołu Nagły Atak Spawacza, wydany w maju 1997 roku. Był promowany utworem "List otwarty", który pojawił się na kasecie od R.R.X "Polski rap zakazane piosenki YO 4" 22 stycznia 1997. Przed wydaniem albumu promował go kolejny singiel "Kamień", który doczekał się własnego CD. Były tam utwory takie jak Kamień, Wolność i miłość ft.Emay, Piekło...shody...niebo. W utworach Zakopane Gangsta i Akt łaski gitarzystą jest Zocha. Album był nagrywany od listopada 1996 do marca 1997.

## Lista utworów
1. "List otwarty" (5:53)
2. "Kazió Wihóra" (4:05)
3. "Znieczulica" (3:45)
4. "Zakopane Gangsta (THC mix)" (8:38)
5. "Wolność i miłość" (5:35)
6. "Poprawiny" (2:37)
7. "Kamień" (3:30)
8. "Blee" (4:01)
9. "Piekło... schody... niebo" (6:23)
10. "Intro do Szkoły" (0:31)
11. "Szkoła" (4:46)
12. "Intro do Pech-A-5,5" (0:28)
13. "Pech-A-5,5" (4:04)
14. "Akt łaski" (4:48)
15. "Trucizna Psychedryna ’97" (4:20)
16. "Aleja nr 6 grób nr 4 (odpoczywajcie w pokoju)" (5:57)
17. "Anioł śmierci" (6:12)